# Huntley (Montana)
Huntley és una concentració de població designada pel cens dels Estats Units a l'estat de Montana. Segons el cens del 2000 tenia 411 habitants.

## Demografia
Segons el cens del 2000, Huntley tenia 411 habitants, 160 habitatges, i 108 famílies. La densitat de població era de 123 habitants per km².
Dels 160 habitatges en un 39,4% hi vivien nens de menys de 18 anys, en un 53,8% hi vivien parelles casades, en un 9,4% dones solteres, i en un 31,9% no eren unitats familiars. En el 26,9% dels habitatges hi vivien persones soles l'11,3% de les quals corresponia a persones de 65 anys o més que vivien soles. El nombre mitjà de persones vivint en cada habitatge era de 2,57 i el nombre mitjà de persones que vivien en cada família era de 3,13.
Per edats la població es repartia de la següent manera: un 32,1% tenia menys de 18 anys, un 3,4% entre 18 i 24, un 29,4% entre 25 i 44, un 22,4% de 45 a 60 i un 12,7% 65 anys o més.
L'edat mediana era de 38 anys. Per cada 100 dones de 18 o més anys hi havia 97,9 homes.
La renda mediana per habitatge era de 36.125 $ i la renda mediana per família de 36.750 $. Els homes tenien una renda mediana de 31.250 $ mentre que les dones 21.875 $. La renda per capita de la població era de 13.913 $. Aproximadament el 12,9% de les famílies i l'11,5% de la població estaven per davall del llindar de pobresa.

## Poblacions més properes
El següent diagrama mostra les poblacions més properes.